# Ana Carina Silva Pereira
Ana Carina Silva Pereira (1982) es una bióloga, botánica, taxónoma, curadora, anatomista vegetal, y profesora brasileña

## Biografía
En 2006, obtuvo una licenciatura en ciencias biológicas por la Universidad Estatal de Feira de Santana; la maestría en botánica tropical (área de concentración taxonomía vegetal) supervisada por la Dra. Ana Maria Giulietti, y defendiendo la tesis:  Variabilidade genética e morfológica inter- e intrapopulacional de Syngonanthus mucugensis Giul. e S. curralensis Moldenke (Eriocaulaceae) espécies endêmicas e ameaçadas de extinção da Chapada Diamantina, Bahia, Brasil (tema de variabilidad genética y morfológica, con la posibilidad de aplicación práctica en la gestión y conservación de las especies en peligro de extinción) por la misma casa de altos estudios, y con una beca del Consejo Nacional de Desarrollo Científico y Tecnológico.
Entre 2007 a 2009, desarrolló actividades científicas y académicas en la Universidad Federal de Bahía. Y, actualmente se desempeña como Analista Ambiental del Ministerio Público del Estado de Bahía.

## Algunas publicaciones
- CONCEIÇÃO, A. ; LUCIANO QUEIROZ ; LAMBERT, S. M. ; PEREIRA, Ana C. S. ; BORBA, E. L. 2008. Biosystematics of Chamaecrista sect. Absus subsect. Baseophyllum (Leguminosae - Caesalpinioideae). Plant Systematics and Evolution: 138-207

- OLIVEIRA, Patrícia ; BORBA, E. L. ; Longhi-Wagner, H. ; PEREIRA, Ana C. S. ; LAMBERT, S. M. 2008. Genetic and morphological variability in the Raddia brasiliensis complex (Poaceae: Bambusoideae). Plant Systematics and Evolution 274: 138-207

- PEREIRA, Ana C. S. ; BORBA, E. L. ; GIULIETTI, A. M. 2007. Genetic and morphological variability of the endangered Syngonanthus mucugensis Giul. (Eriocaulaceae) from the Chapada Diamantina, Brazil: implications for conservation and taxonomy. Botanical Journal of the Linnean Society 153: 401-406

### Resúmenes publicados en anales de congresos
- PEREIRA, A. C. S. ; BORBA, E. L. ; GIULIETTI, A. M. 2006. Variabilidade genética e morfológica de Syngonanthus mucugensis e S. curralensis (Eriocaulaceae) e de espécies relacionadas endêmicas e ameaçadas de extinção da Chapada Diamantina, Bahia, Brasil. In: Resúmenes IX Congreso Latino Americano de Botánica, Santo Domingo, p. 702-703

- FLÁVIO FRANÇA - EFIGÊNIA DE MELO - JACQUELINE MIRANDA GONÇALVES - JEFFERSON CARVALHO SOBRINHO - ANA CARINA SILVA PEREIRA - PATRÍCIA LUZ RIBEIRO. 2005. Flora do inselbergue Monte Alto, Feira de Santana, Bahia, Brasil. Resumos 56.º Congresso Nacional de Botânica.
- PEREIRA, A. C. S. ; BORBA, E. L. ; GIULIETTI, A. M. 2003. Variabilidade morfológica inter- e intrapopulacional em Syngonanthus mucugensis Giul. (Eriocaulaceae) a partir de análise morfométrica multivariada. In: Anais Congresso Nacional de Botânica, Belém/PA

- PEREIRA, A. C. S. ; FREIXO, A. A. 2003. A relação biologia/cidadania na prática educacional do ensino médio. In: Resumos V Seminário Estudantil de Pesquisa em Educação, Feira de Santana

- PEREIRA, A. C. S. ; LAMBERT, S. M. ; BARBONI, S. A. ; MACHADO, E. L. ; ADORNO, D. 2002. Contaminação por Vibrio spp em moluscos bivalves comestíveis comercializados em supermercados de Feira de Santana e Salvador, Bahia. In: Resumos V Encobio (Encontro de Biologia), Feira de Santana

- PEREIRA, A. C. S. ; COELHO, M. A. ; LAMBERT, S. M. ; TORRES, U. S. ; CAMPOS, V. C. A. 2002. Etnocenologia do Bumba-meu-boi no município de Irará, Bahia. In: Resumos Vº Encobio, Feira de Santana

## Honores

### Membresías
- de la Sociedad Botánica del Brasil.[7]

- La abreviatura «A.C.S.Pereira» se emplea para indicar a Ana Carina Silva Pereira como autoridad en la descripción y clasificación científica de los vegetales.[8]
- Portal:Biografías. Contenido relacionado con Botánica.
- Portal:Biología. Contenido relacionado con Taxonomía.